# Batrachorhina griseoplagiata
Batrachorhina griseoplagiata là một loài bọ cánh cứng trong họ Cerambycidae.